# زنبورهای اجتماعی نازک فاق
زنبورهای اجتماعی نازک فاق (نام علمی: Microstigmus) نام یک سرده از تیره ماسه‌زنبوران است.